# Големани
Големани е село в Северна България.
То се намира в община Елена, област Велико Търново.

## География
Село Големани се намира на около пет километра северозападно от град Елена, в планински район. Близки села са Блъсковци, Велювци, Вълчовци.